# 新宿武蔵野館
新宿武蔵野館（しんじゅくむさしのかん）は、東京都新宿区の映画館。新宿武蔵野館1・2・3の3館がある。武蔵野興業が経営。
住所は、新宿三丁目27番地10号 武蔵野ビル3階。かつては同ビル7階が新宿武蔵野館で、3階はミニシアターのシネマ・カリテ1・2・3だった。

## 概要・略歴

### 黎明期
- 新宿の商店街有志の尽力により「武蔵野館」が発足したのは1920年6月30日。地上3階建て、座席数600席ほどの映画館としてスタートした。オープン当日のプログラムは、細山喜代松監督の日本映画『短夜物語』とデル・ヘンダースン監督のアメリカ映画『嫉妬に燃える眼』が上映された[1][2]。
- 1923年9月1日、関東大震災で被災するも、同年10月6日に営業再開[3]。1925年2月27日にはパラマウント映画製作の特作映画『十誡』を浅草帝国館と共にロードショー上映している。
- 1928年12月14日、武蔵野館は新宿三丁目（当時は東京府豊多摩郡淀橋町角筈1丁目1番地）に移転し、1,500席の洋画ロードショー館に転向。
- 1929年5月7日、同館初のトーキー作品『進軍』『島の唄及び海を越えて』（『南国の唄』、『Royal hawaiian dance』としても公開）の試写会が行われ[4]、翌々日の5月9日には一般上映が開始。
- 1929年10月、トーキー映画の普及により所属弁士の業務削減を開始。山野一郎は休養、徳川夢声は他館に回ることとなった[5]。
- 1931年5月、松竹の洋画興行チェーンがパラマウント映画チェーンと合併し「松竹パ社興行社」となる。武蔵野館は有楽町邦楽座（後の丸の内ピカデリー）や浅草大勝館、電気館などと共に「SPチェーン」のフラッグシップとして洋画をロードショー上映するも、わずか2年でSPチェーンは解散してしまう。

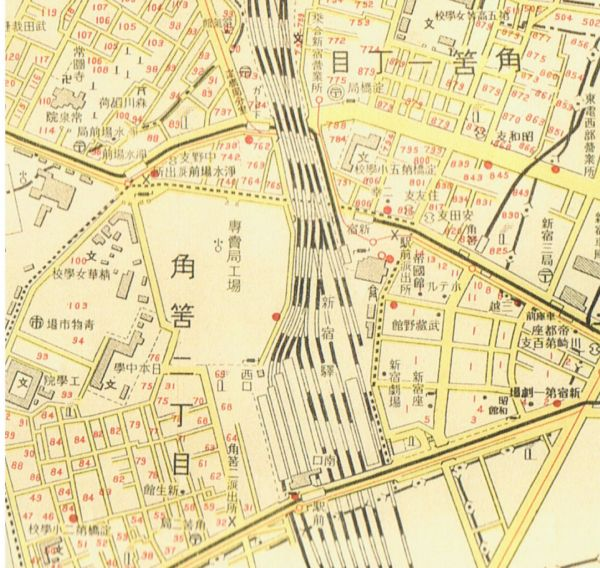
新宿駅を中心とした1937年（昭和12年）の地図。駅の東側（右側）の角筈町1丁目（現在の新宿3丁目）に、同館のほか新宿劇場、新宿座、帝国館等が密集している。

### 戦後
- 1968年12月、武蔵野ビルを改装し、7階に500席（後に334席に減少）の映画館「新宿武蔵野館」として再オープン。東宝洋画系作品のロードショー館（特にみゆき座で上映される作品が多かった）として営業を続ける。
- 1994年10月4日、武蔵野ビル3階にミニシアター「シネマ・カリテ1・2・3」（各84席）がオープン。
- 2000年4月、「シネマ・カリテ3」が拡張工事により133席になり、「シネマ・カリテ1」に変更（同時にそれまでの「1」が「3」に改称）。同時に3階ロビーなども改装。
- 2002年1月1日、7階の「新宿武蔵野館」を「新宿武蔵野館1」に、3階の「シネマ・カリテ1・2・3」を「新宿武蔵野館2・3・4」に改称。同時に3階ロビーなども改装。
- 2003年9月30日、7階にあった「新宿武蔵野館1」が閉館。それに伴い、3階の「新宿武蔵野館2・3・4」を「新宿武蔵野館1・2・3」に改称し、現在の3館体制となる。それ以降はみゆき座やシャンテ・シネ（現：TOHOシネマズシャンテ）、シネスイッチ銀座などで上映されるアート系の作品に加え、日活ロマンポルノ・B級ものの邦画・洋画もレイトショー興行するなど、幅広いジャンルの作品を世に送り出している。
- 2012年1月、シアター1と2にデジタル上映設備、シアター3にブルーレイ上映設備を新設。
- 2016年1月30日から耐震性補強と改装のため、一時休館となった[6]。
- 2016年11月5日、工事が終了しリニューアル・オープンする。

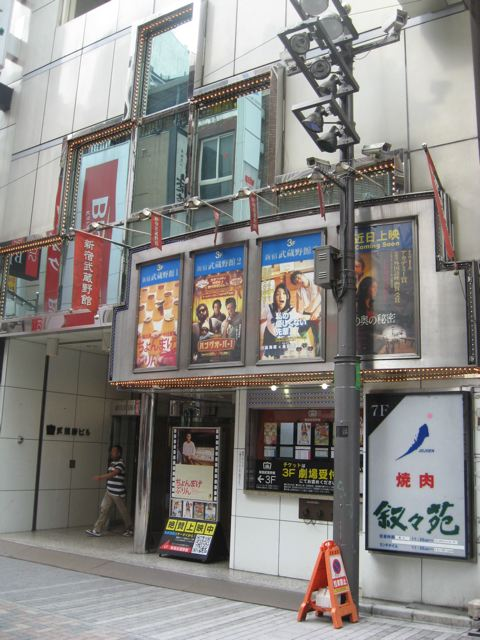
リニューアル前の外観（2010年8月撮影）

## 座席数
- 武蔵野館1：133席
- 武蔵野館2：83席
- 武蔵野館3：85席

## 関連文献
- 武蔵野興業株式会社 監修 『映画の殿堂 新宿武蔵野館』 開発社、2011年12月、ISBN 978-4-7591-0135-5